# Anne Schedeen
Luanne "Anne" Ruth Schedeen (Portland, Oregon, 7 januari 1949) is een Amerikaans actrice, die vooral bekend werd als Kate Tanner in de serie ALF.
In 2001 trad ze voorlopig voor het laatst op in een aflevering van Judging Amy. Later werd ze antiquair en binnenhuisarchitecte. Ook heeft ze een parttimebetrekking als coach van comedyacteurs.
Sinds 1984 is ze getrouwd met Christopher Barrett. In 1989 werd uit dat huwelijk dochter Taylor geboren. 
Vele jaren wilde Schedeen haar leeftijd niet onthullen, maar uiteindelijk kwamen die gegevens toch naar buiten.

## Filmografie
- The Six Million Dollar Man Televisieserie - Tina Larson (Afl., Burning Bright, 1974)
- Get Christie Love! Televisieserie - Rol onbekend (Afl., Market for Murder, 1974)
- Aloha Means Goodbye (Televisiefilm, 1974) - Stewardess
- Ironside Televisieserie - Vicki (Afl., Speak No Evil, 1974)
- Lucas Tanner Televisieserie - Flight Attendant Carolyn (Afl., Merry Gentlemen, 1974)
- You Lie So Deep, My Love (Televisiefilm, 1975) - Ellen
- McCloud Televisieserie - Tina (Afl., Park Avenue Pirates, 1975)
- Three for the Road Televisieserie - Rol onbekend (Afl., The Trail of Bigfoot, 1975)
- Marcus Welby, M.D. Televisieserie - Mariette (Afl., Last Flight to Babylon, 1974)
- Marcus Welby, M.D. Televisieserie - Mrs. Elizabeth Carstairs (Afl., The Last Rip-Off, 1974)
- Marcus Welby, M.D. Televisieserie - Sandy (Afl., Calculated Risk, 1975)
- Switch Televisieserie - Lisa (Afl., Pilot Episode, 1975)
- The Bionic Woman Televisieserie - Milly Wilson (Afl., The Jailing of Jaime, 1976)
- Embryo (1976) - Helen Holliston
- Emergency! Televisieserie - Verpleegster Carol (4 afl., 3 keer 1974, 1975)
- Emergency! Televisieserie - Margo (Afl., Fair Flight, 1976)
- Lanigan's Rabbit Televisieserie - Rol onbekend (Afl., The Cadaver in the Clutter, 1977)
- Flight to Holocaust (Televisiefilm, 1977) - Linda Michaels
- Kingston: Confidential Televisieserie - Rol onbekend (Afl., Seed of Corruption, 1977)
- Family Televisieserie - Susie (Afl., Someone's Watching, 1977|An Endangered Species, 1977)
- Exo-Man (Televisiefilm, 1977) - Emily Frost
- Switch Televisieserie - Keelie Blair (Afl., Dangerous Curves, 1978)
- Baretta Televisieserie - Linda (Afl., Why Me?, 1978)
- Project U.F.O. Televisieserie - Helen McNair (Afl., Sighting 4001: The Washington D.C. Incident, 1978)
- Almost Heaven (Televisiefilm, 1978) - Margie
- Champions: A Love Story (Televisiefilm, 1979) - Diane Kachatorian
- Never Say Never (Televisiefilm, 1979) - Dr. Sarah Keaton
- The Incredible Hulk Televisieserie - Kimberly Dowd (Afl., My Favorite Magician, 1979)
- Three's Company Televisieserie - Linda (3 afl., 2 keer 1978, 1979)
- Three's Company Televisieserie - Lisa Page (Afl., Honest Jack Tripper, 1981)
- Three's Company Televisieserie - Louise Prescott (Afl., Jack Gets His Own Restaurant, 1982)
- Simon & Simon Televisieserie - Bailey Randall (Afl., The Ten Thousand Dollar Deductable, 1982)
- Second Thoughts (1983) - Janis
- Cheers Televisieserie - Emily Phillips (Afl., Norman's Conquest, 1984)
- E/R Televisieserie - Karen Sheridan (Afl., The Sister, 1984)
- Paper Dolls Televisieserie - Sara Frank (Afl. onbekend, 1984)
- Braker (Televisiefilm, 1985) - Lieutenant Polly Peters
- Simon & Simon Televisieserie - Claire Stafford (Afl., Walk a Mile in My Hat, 1985)
- Slow Burn (Televisiefilm, 1986) - Mona
- Magnum, P.I. Televisieserie - Audrey Gilbert (Afl., I Never Wanted to Go to France, Anyway, 1986)
- If Tomorrow Comes (Mini-serie, 1986) - Charlotte
- Murder, She Wrote Televisieserie - Julia Granger (Afl., If the Frame Fits, 1986)
- Cast the First Stone (Televisiefilm, 1989) - Elaine Stanton
- ALF Televisieserie - Kate Tanner (102 afl., 1986-1990)
- Perry Mason: The Case of the Maligned Mobster (Televisiefilm, 1991) - Paula Barrett
- Praying Mantis (Televisiefilm, 1993) - Karen
- Heaven's Prisoners (1996) - Jungle Room Patron
- Judging Amy Televisieserie - Det. Peggy Fraser (Afl., Redheaded Stepchild, 2001|The Right Thing to Do, 2001|Look Closer, 2001)

- Gemeinsame Normdatei: 1335307419
- International Standard Name Identifier: 0000 0004 2016 5371
- Library of Congress Control Number: n2013061528
- Système universitaire de documentation: 248923056
- Virtual International Authority File: 305359788
- WorldCat: E39PBJmDqw399pvFf3M4KXP84q